# Dipsas peruana
Dipsas peruana este o specie de șerpi din genul Dipsas, familia Colubridae, descrisă de Boettger 1898. A fost clasificată de IUCN ca specie cu risc scăzut. Conform Catalogue of Life specia Dipsas peruana nu are subspecii cunoscute.